# Демби (Мазовецьке воєводство)
Демби (пол. Dęby) — село в Польщі, у гміні Лисе Остроленцького повіту Мазовецького воєводства.
Населення — 801 особа (2011).
У 1975-1998 роках село належало до Остроленцького воєводства.

## Демографія
Демографічна структура станом на 31 березня 2011 року:
|          | Загалом | Допрацездатний вік | Працездатний вік | Постпрацездатний вік |
| -------- | ------- | ------------------ | ---------------- | -------------------- |
| Чоловіки | 404     | 85                 | 277              | 42                   |
| Жінки    | 397     | 95                 | 215              | 87                   |
| Разом    | 801     | 180                | 492              | 129                  |